# Neema Barnette
Neema Barnette (Nueva York, 14 de diciembre de 1949) es una directora de cine y televisión estadounidense, reconocida por dirigir las películas Super Sweet 16: The Movie y All You've Got y episodios de series de televisión como 7th Heaven, Diagnosis Murder, Miracle's Boys, Genius, Queen Sugar y Luke Cage. Ha ganado muchos premios, entre los que se incluyen los Peabody, Emmy y NAACP Image.

## Filmografía

### Televisión
- 2021 - Genius (2 episodios)
- 2020 - Paradise Lost (2 episodios)
- 2019 - Black Lightning (1 episodio)
- 2019 - Raising Dion (2 episodios)
- 2019 - Ambitions (2 episodios)
- 2019 - Jane the Virgin (1 episodio)
- 2018-2019 - Bosch (2 episodios)
- 2018 - Midnight, Texas (1 episodio)
- 2018 - The Good Cop (1 episodio)
- 2018 - Love Is_ (1 episodio)
- 2018 - Luke Cage (1 episodio)
- 2018 - Blindspot (1 episodio)
- 2017 - The Breaks (2 episodios)
- 2015-2017 - Being Mary Jane (4 episodios)
- 2016 - Queen Sugar (2 episodios)
- 2005 - Miracle's Boys (1 episodio)
- 2003 - Gilmore Girls (1 episodio)
- 2000 - The PJs (1 episodio)
- 1994-1998 - Diagnosis Murder (2 episodios)
- 1998 - 7th Heaven (1 episodio)
- 1996 - Deadly Games (1 episodio)
- 1994-1995 - The Cosby Mysteries (2 episodio)
- 1993 - The Sinbad Show (1 episodio)
- 1992 - CBS Schoolbreak Special (1 episodio)
- 1991 - The Royal Family (1 episodio)
- 1989-1991 - The Cosby Show (6 episodios)
- 1990-1991 - A Different World (7 episodios)
- 1990 - American Playhouse (1 episodio)
- 1990 - China Beach (1 episodio)
- 1989 - The Robert Guillaume Show (1 episodio)
- 1988-1989 - It's a Living (3 episodios)
- 1989 - Hooperman (1 episodio)
- 1987 - Frank's Place (2 episodios)
- 1986 - What's Happening Now! (1 episodio)
- 1984 - NBC Special Treat (1 episodio)

### Cine
- 2012 - Woman Thou Art Loosed: On the 7th Day
- 2010 - Heaven Ain't Hard to Find
- 2007 - Super Sweet 16: The Movie
- 2006 - All You've Got
- 2002 - Civil Brand
- 1996 - Spirit Lost